# Karol Olszewski

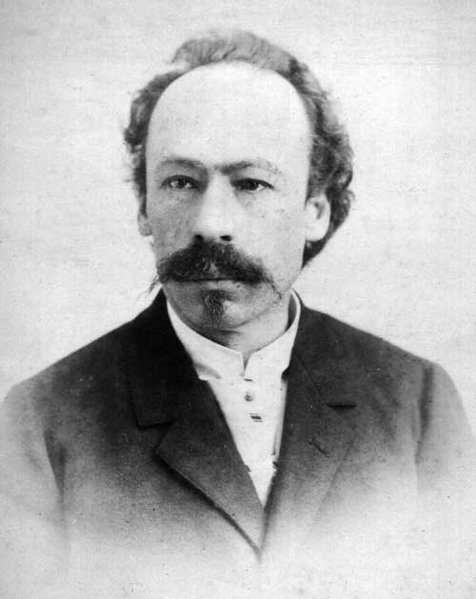
Karol Olszewski

Karol Stanisław Olszewski (* 29. Januar 1846 in Broniszów; † 24. März 1915 in Krakau, damals Österreich-Ungarn, heute Polen) war ein polnischer Chemiker, Mathematiker und Physiker. Bekannt ist Olszewski vor allem, weil ihm zusammen mit Zygmunt Wróblewski 1883 die erste Verflüssigung von Luft gelang.
Der Vater Olszewskis war Gutsbesitzer und starb wenige Monate nach der Geburt Karols bei einem Bauernaufstand. Karol Olszewski wuchs als Waise bei Verwandten auf und besuchte die Schule in Nowy Sącz (Neu Sandez) und Tarnów. Ab 1866 studierte Olszewski Physik und Chemie an der Jagiellonen-Universität in Krakau. Im Jahre 1872 wechselte er an die Universität Heidelberg. Dort promovierte er noch im selben Jahr, ohne eine Doktorarbeit vorzulegen, was damals dort möglich war. Anschließend kehrte Olszewski an die Jagiellonen-Universität zurück, wo er Assistent von Emil Czyrniański wurde. Dort wurde Olszewski 1873 habilitiert, er wurde Dozent und betätigte sich im Bereich der Analytischen und der Anorganischen Chemie – zunächst ab 1876 als außerplanmäßiger und ab 1891 als ordentlicher Professor.
In Krakau begann 1882 die fruchtbare Zusammenarbeit mit Zygmunt Wróblewski, als dieser an die Jagiellonen-Universität kam. Nachdem beide sich zuvor schon mit der Verflüssigung
von Gasen beschäftigt hatten, gelang ihnen 1883 als Ersten die Verflüssigung
von Sauerstoff und Stickstoff aus der Luft.
Als Olszewski 1896 von der Entdeckung der Röntgenstrahlung hörte, wiederholte er die Experimente Conrad Röntgens und machte die ersten Röntgenaufnahmen im heutigen Polen.

## Werke
- Über die Verflüssigung des Sauerstoffs, Stickstoffs und Kohlenoxyds, gemeinsam mit Zygmunt Wróblewski, in Annalen der Physik und der Chemie, 1883